# فاطمة أبو قحاص
فاطمة علي أبو قحاص (1920- 2010)، فنانة تشكيلية سعودية من عسير، وترجع إلى محافظة رجال ألمع، وهي من أشهر الفنانات التشكيليات لفن القط العسيري، وتعد رائدة لهذا الفن، اشتهرت بفنها على الرغم من عدم حصولها على أي شهادة تعليمية، وأشرفت على الكثير من الدورات التدريبية لفن القط وزينت كثير من المزارات السياحية في منطقة عسير برسوماتها التشكيلية، وفازت بجائزة أبها لعام 1418هـ / 1997 م في الخدمة الوطنية، وحصلت على جوائز وشهادات تقديرية من اللجان التراثية في منطقة عسير، وقد اختيرت كأشهر شخصية تراثية في مهرجان الجنادرية لعام 2007. 

## حياتها
مارست فن القط العسيري وعمرها 8 سنوات على يد والدتها، ثم احترفته كمهنة بعد وفاة زوجها لتربي أطفالها الأربعة، وظلت تمارسه لأكثر من سبعين سنة من عمرها، وقد ارتبط اسمها بالقط العسيري.

## وفاتها
توفيت عام 2010 عن عمر يناهز 90 عامًا.